# 柏原凪沙
柏原 凪沙（かしわばら なぎさ、2006年4月23日 - ）は、広島県出身の女子サッカー選手。岡山湯郷Belle所属。ポジションはDF、MF。

## 来歴
2024年12月16日、岡山湯郷Belleへの加入が発表された。

## 所属クラブ
- 2025年 - 岡山湯郷Belle